# Léon Livinhac
Léon Livinhac (13 juillet 1846 au hameau de Ginals dans la paroisse de Buzeins - 12 novembre 1922 à Maison-Carrée) est un missionnaire d'Afrique, de la société des Pères Blancs. Il est le fondateur de l'Église catholique au Buganda (actuel Ouganda). Il était évêque titulaire (in partibus) de Pacandus (it), archevêque titulaire d'Oxyrhynque (de). Il est le deuxième Supérieur général des Missionnaires d'Afrique (après le fondateur, Mgr Lavigerie), de 1890 à sa mort, à laquelle il a su donner un essor significatif, malgré la tragédie de la Première Guerre mondiale à la fin de son mandat. 

## Biographie

### Premières années
Il naît le 13 juillet 1846 dans l'Aveyron dans une famille d'agriculteurs très chrétienne, deuxième d'une fratrie de trois enfants. Baptisé Auguste-Simon-Léon-Jules, il est appelé « Léon ». Après la mort rapide de ses deux parents, avant l'âge de ses 6 ans, il est éduqué par sa grand-mère et ses tantes. Il suit sa première scolarité à l'école de Saint-Geniez-d'Olt, puis entre au collège diocésain Saint-Denis de Saint-Geniez-d'Olt, chez les Frères des écoles chrétiennes. Ensuite, il poursuit ses études au séminaire sulpicien de Rodez en octobre 1867 qui comptait alors près de trois cents séminaristes ! Il reçoit les ordres mineurs en 1870 et le diaconat en mai 1872.

### Débuts de carrière
En février 1873, Léon Livinhac s'adresse, après avoir entendu au séminaire une conférence d'un de ses envoyés, à Mgr Lavigerie qui a récemment fondé la Société des missionnaires d'Afrique et fait son entrée au noviciat de Maison-Carrée près d'Alger, en avril suivant. Il a comme formateur un jésuite, le P. Terrasse (1831-1922) qui lui donne une solide spiritualité ignatienne. Il est ordonné prêtre par Mgr Lavigerie, le 12 octobre 1873. Bien qu'il n'ait pas terminé son noviciat, il est immédiatement nommé vice-recteur et professeur de théologie au scolasticat des Pères Blancs. Il prononce ses vœux le 7 avril 1874 et il est élu le 12 octobre suivant membre du conseil général de la Société. À cette époque, elle comprend quarante-trois Pères et neuf Frères.
Il est envoyé pour sa première mission en février 1875 en Kabylie chez les Ouadhias, où il demeure quelques mois avant d'être nommé directeur du scolasticat de Maison-Carrée.

### Victoria-Nyanza
En mars 1878, il est nommé dans les hauts plateaux de l'Afrique équatoriale, où il part avec un groupe de dix missionnaires et où il demeure jusqu'en 1889, spécialement aux abords du lac Victoria. Il fonde avec ses collaborateurs l'Église du Bouganda et parcourt cette immense région, souvent dans les conditions les plus difficiles. Il étudie la langue luganda et en écrit une grammaire. En 1883, il établit son siège à Kamoga dans le Boukoumbi, au sud du lac Victoria (crique de Smith ), dans une zone moins soumise aux conflits.

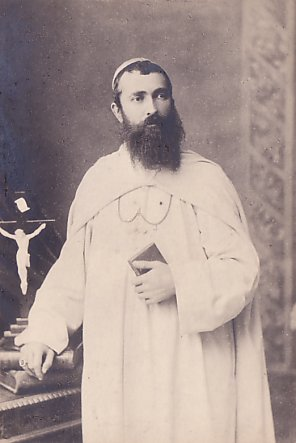
Mgr Livinhac après son sacre en 1885.

En juin 1883, il est nommé vicaire apostolique du Victoria-Nyanza. Il retourne quelque temps à Maison-Carrée pour se faire sacrer évêque par Mgr Lavigerie. Il est de retour à son vicariat en mai 1885, pour trouver une région en proie aux troubles les plus vifs. Il parcourt le Bouganda en 1886, à l'époque du martyre des martyrs de l'Ouganda, assassinés sur ordre du kabaka (roi tribal) Mwanga II. Les missionnaires protestants avaient songé à une action commune avec les missionnaires catholiques pour les faire libérer, mais Mgr Livinhac avait décliné, pensant que ce serait pire. Le kabaka avait besoin une dernière fois de prouver sa force et rien ne pouvait l'arrêter. Léon Livinhac ne se rendra plus dans cette région qu'à de courts intermèdes en 1888 et en 1890.
Le 20 août 1887, il ordonne à la chapelle de la mission de Kipalapala son ami Jean-Baptiste Charbonnier vicaire apostolique du Tanganyika : c'est la première fois qu'un évêque est ordonné en Afrique équatoriale.

### Supérieur général
En septembre 1889, il est élu supérieur de la Société. Il a le temps d'ordonner son successeur et ancien élève l'Alsacien Jean-Joseph Hirth le jour de la Pentecôte 1890 à Kamanga, avant de rentrer en France où il arrive à Marseille, le 19 septembre 1890 avec quatorze jeunes Bagandas, pour participer au congrès anti-esclavagiste de Paris, puis il se rend avec eux à Rome et il est installé comme supérieur général le 5 novembre 1890.
Ses deux premières années sont difficiles, car le fondateur Mgr Lavigerie est actif au sein de la Société et Mgr Livinhac ne doit pas lui porter ombrage. Il meurt en 1892. Mgr Livinhac est réélu en 1894 et en 1900. Il est élu à vie en  1906.

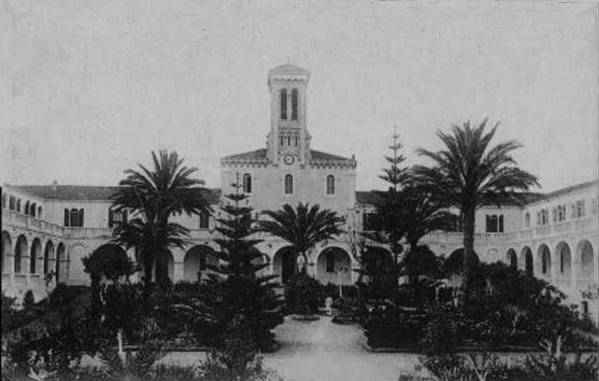
Maison-mère à Maison-Carrée.

En tant que supérieur, il demeure à la « Maison-Mère » de Maison-Carrée et doit en gérer son domaine agricole et viticole d'Oulid Adda. Il est obligé de tenir compte des tensions entre puissances coloniales qui se partagent l'Afrique et de faire attention à envoyer en mission des Pères de la même nationalité si possible que les autorités coloniales du lieu et atténuer également les tensions qui se nouent entre celles-ci et les missionnaires.
Entre 1892 et 1922, pendant les trente ans de son véritable « mandat », la Société connaît une croissance considérable. Elle passe de trois à seize évêques, de cent quatre-vingt-cinq prêtres et soixante-quatre frères, à six cent soixante-quatorze prêtres et cent quatre-vingts frères !
C'est à lui qu'incombe la tâche de rédiger les constitutions de la Société et d'écrire quantité de circulaires à destination des missionnaires, de veiller à lever des fonds et à publier nombre de feuilles et journaux d'information.
Il meurt à Maison-Carrée en novembre 1922 à l'âge de soixante-seize ans. C'était un homme modeste, mais en même temps capable de déployer l'énergie la plus résolue tout en projetant son autorité.
Il est enterré depuis 2007 au sanctuaire de Nabulagala en Ouganda.

## Succession apostolique
Léon Livinhac a ordonné les évêques suivants :
- Évêque Jean-Baptiste-Frézal Charbonnier, M. Afr. (1887)
- Évêque Jean-Joseph Hirth, M. Afr. (1890)
- Évêque Hippolyte Louis Bazin, M. Afr. (1901)
- Évêque Henri Léonard (de), M. Afr. † (1912)
- Évêque Emile-Fernand Sauvant, M. Afr. (1921)

## Quelques publications
- Instructions de Monseigneur Livinhac aux Missionnaires d'Afrique (Pères Blancs), Alger, 1938, 423 pp. - Lettres circulaires adressées aux Missionnaires d'Afrique (Pères Blancs) : 1889-1912. Recueil de 97 lettres (no 1 - no 97).
- Léon Livinhac: Lettres circulaires adressées aux Missionnaires d'Afrique (Pères Blancs) : 1912-1922. (no 98 - no 134).
- Léon Livinhac: Manuel de langue luganda comprenant la grammaire et un recueil de contes et de légendes, Établissements Benziger & Co. S.A., 1894, 290 pp.